# Inventario di bottega
Un inventario di bottega è una lista dei beni presenti in una bottega a un determinato periodo.
Si tratta di una tipologia di documento molto diffusa a partire dal medioevo, tanto che sono diffusi dovunque e si può dire che siano una grossa fetta dei fondi dei principali archivi italiani e non solo.
Occasioni per redigere un inventario erano passaggi particolari come la cessione della proprietà, l'arrivo di un nuovo maestro di bottega, il passaggio in eredità, ecc. Questi documenti, sebbene in larga parte ancora inediti, sono molto preziosi per lo studio delle tecniche artistiche del passato e per quello dell'organizzazione del lavoro e del commercio nelle città.

## A Firenze
A Firenze si ha una particolare ricchezza di questo tipo di inventari per via di alcune istituzioni antiche i cui archivi sono pervenuti fino ai giorni nostri. Esse sono essenzialmente tre:
1. Il Magistrato dei pupilli: istituzione che amministrava i beni ricevuti in eredità da qualcuno non autosufficiente per legge (Orfani in età minorile; vedove, poiché le donne non avevano figura giuridica; incapaci; esiliati...);
2. La Magistratura dei Capitani di Orsanmichele, che requisiva i beni dei condannati a morte;